# Desperate Housewives
Desperate Housewives er en amerikansk tv-serie, der er blevet et kæmpe hit over det meste af verden, inklusiv i Danmark. Serien foregår på den fiktive forstadsvej Wisteria Lane og følger fire husmødre Susan, Lynette, Bree og Gabrielle (Gaby). Serien kombinerer flere forskellige genrer som drama, komedie, mysterium, satire og sæbeopera.
Allerede i seriens første sæson blev den nomineret til 5 Golden Globes og 15 Emmyer.
Serien sendes i USA på kanalen ABC, mens den i Danmark vises på TV 2 Zulu.
Desperate Housewives er historien om fire veninders op- og nedture igennem 8 sæsoner.
Fra sæson 4-5 springer man 5 år frem i fremtiden. Gabrielle har fået 2 børn sammen med Carlos, Bree er blevet mere afslappet omkring sig selv, Lynette og hendes mand har stadigvæk deres konflikter og Susan og Mike går fra hinanden efter et biluheld.

## Sæsoner

### Sæson 1: Admit It – Everyone Has A Little Dirty Laundry
Serien lægger ud med fortælleren Mary Alice Youngs selvmord. Med selvmordet følger et af de mange mysterier, man støder på i serien. Hvorfor har hun begået selvmord, og hvad er der i den kiste, som hendes mand smider i søen? Et andet mysterium, man introduceres for tidligt i serien, er, hvorfor Mike Delfino går rundt med en pistol.
Sæson 1 er udkommet på DVD.
| #  | Total | Titel                            |
| -- | ----- | -------------------------------- |
| 1  | 1     | "Pilot"                          |
| 2  | 2     | "Ah, But Underneath"             |
| 3  | 3     | "Pretty Little Picture"          |
| 4  | 4     | "Who's That Woman"               |
| 5  | 5     | "Come In, Stranger"              |
| 6  | 6     | "Running To Stand Still"         |
| 7  | 7     | "Anything You Can Do"            |
| 8  | 8     | "Guilty"                         |
| 9  | 9     | "Suspicious Minds"               |
| 10 | 10    | "Come Back To Me"                |
| 11 | 11    | "Move On"                        |
| 12 | 12    | "Every Day A Little Death"       |
| 13 | 13    | "Your Fault"                     |
| 14 | 14    | "Love Is In The Air"             |
| 15 | 15    | "Impossible"                     |
| 16 | 16    | "The Ladies Who Lunch"           |
| 17 | 17    | "There Won't Be Trumpets"        |
| 18 | 18    | "Children Will Listen"           |
| 19 | 19    | "Live Alone And Like It"         |
| 20 | 20    | "Fear No More"                   |
| 21 | 21    | "Sunday In The Park With George" |
| 22 | 22    | "Goodbye For Now"                |
| 23 | 23    | "One Wonderful Day"              |

### Sæson 2: Tempting, Isn't It?
Susan Mayer holdes med en pistol som gidsel af unge Zach Young, der venter på, at Mike Delfino kommer hjem, så Zach kan slå Mike ihjel. Da Mike kommer hjem, retter Zach pistolen mod Mikes hoved. Susan griber ind og får pistolen ud af Zachs hænder. Mike forsøger at overlempe Zach, men han når at flygte. Brees mand, Rex, er lige afgået ved døden, og Bree venter på at kontakte sine naboer for at give dem den dårlige nyhed. Rex' mor er på vej til Fairview for at arrangere begravelsen sammen med Bree, men hendes meninger er ikke helt i overensstemmelse med Brees planer. Men hvordan døde Rex? Var det virkelig på grund af dårligt hjerte, eller var der nogen, der forgiftede Rex?
Sæson 2 er udkommet på DVD
| #  | Total | Titel                                 |
| -- | ----- | ------------------------------------- |
| 1  | 24    | "Next"                                |
| 2  | 25    | "You Could Drive A Person Crazy"      |
| 3  | 26    | "You'll Never Get Away From Me"       |
| 4  | 27    | "My Heart Belongs To Daddy"           |
| 5  | 28    | "They Asked Me Why I Believed In You" |
| 6  | 29    | "I Wish I Could Forget You"           |
| 7  | 30    | "Colour And Light"                    |
| 8  | 31    | "The Sun Won't Set"                   |
| 9  | 32    | "That's Good, That's Bad"             |
| 10 | 33    | "Coming Home"                         |
| 11 | 34    | "One More Kiss"                       |
| 12 | 35    | "We're Gonna Be Alright"              |
| 13 | 36    | "There's Something About A War"       |
| 14 | 37    | "Silly People"                        |
| 15 | 38    | "Thank You So Much"                   |
| 16 | 39    | "There Is No Other Way"               |
| 17 | 40    | "Could I Leave You ?"                 |
| 18 | 41    | "Everybody Says Don't"                |
| 19 | 42    | "Don't Look At Me"                    |
| 20 | 43    | "It Wasn't Meant To Happen"           |
| 21 | 44    | "I Know Things Now"                   |
| 22 | 45    | "No One Is Alone"                     |
| 23 | 46    | "Remember, del 1"                     |
| 24 | 47    | "Remember, del 2"                     |

### Sæson 3: Time To Come Clean
Bree Van De Kamp har giftet sig med Orson Hodge, og hun hedder nu Bree Hodge. Mike ligger stadig koma, og Susan har besøgt ham hver dag det sidste halve år. Andrew vender kort efter brylluppet tilbage til hjemmet, hvor de trods omstændighederne lever godt sammen. Carlos og Gabrielle skal skilles, og Gabrielle forsøger at genopleve modellivet med en mere eller mindre fiasko. Lynette og Tom har Nora, Toms tidligere flamme, med i bagagen, mens de forsøger at overtage forældremyndigheden over Kayla, Toms og Noras barn. De når dog ikke så langt, da Nora en dag bliver sat ud af spillet. En ny nabo er flyttet ind, men Lynette finder hurtigt ud af, at hun skal holde sine børn langt væk fra denne ellers fredelige tilflytter.
Sæson 3 er udkommet på DVD.
| #  | Total | Titel                               |
| -- | ----- | ----------------------------------- |
| 1  | 48    | "Listen To The rain On The Roof"    |
| 2  | 49    | "It Takes Two"                      |
| 3  | 50    | "A Weekend In The Country"          |
| 4  | 51    | "Like It Was"                       |
| 5  | 52    | "Nice She Ain't"                    |
| 6  | 53    | "Sweetheart, I Have To Confess"     |
| 7  | 54    | "Bang"                              |
| 8  | 55    | "Children And Art"                  |
| 9  | 56    | "Beautiful Girls"                   |
| 10 | 57    | "The Miracle Song"                  |
| 11 | 58    | "No Fits, No Fights, No Feuds"      |
| 12 | 59    | "Not While I'm Around"              |
| 13 | 60    | "Come Play Wiz Me"                  |
| 14 | 61    | "I Remember That"                   |
| 15 | 62    | "The Little Things You Do Together" |
| 16 | 63    | "My Husband The Pig"                |
| 17 | 64    | "Dress Big"                         |
| 18 | 65    | "Liaisons"                          |
| 19 | 66    | "God, That's Good"                  |
| 20 | 67    | "Gossip"                            |
| 21 | 68    | "Into The Woods"                    |
| 22 | 69    | "What Would We Do Without You ?"    |
| 23 | 70    | "Getting Married Today"             |

### Sæson 4: It's A Hell Of A Day In The Neighbourhood
Sæson 4 er udkommet på DVD
| #  | Total | Titel                                  |
| -- | ----- | -------------------------------------- |
| 1  | 71    | "Now You Know"                         |
| 2  | 72    | "Smiles Of A Summer Night"             |
| 3  | 73    | "The Game"                             |
| 4  | 74    | "If There's Anything I Can't Stand"    |
| 5  | 75    | "Art Isn't Easy"                       |
| 6  | 76    | "Now I Know, Don't Be Scared"          |
| 7  | 77    | "You Can't Judge A Book By It's Cover" |
| 8  | 78    | "Distant Past"                         |
| 9  | 79    | "Something's Coming"                   |
| 10 | 80    | "Welcome To Kanagawa"                  |
| 11 | 81    | "Sunday"                               |
| 12 | 82    | "In Buddy's Eyes"                      |
| 13 | 83    | "Hello, Little Girl"                   |
| 14 | 84    | "Opening Doors"                        |
| 15 | 85    | "Mother Said"                          |
| 16 | 86    | "The Gun Song"                         |
| 17 | 87    | "Free"                                 |

### Sæson 5
Sæson 5 er er udkommet på DVD i en del lande.
Serien er nu sprunget 5 år frem i tiden. Meget er sket på bare 5 år. Carlos og Gabriella har fået 2 piger sammen. Carlos er forsat blind, men i løbet af serien får han synet igen. Bree er blevet mere afslappet omkring sig selv, og har ikke ligeså travlt med, hvordan andre ser hende. Lynnet og Tom har forsat deres problemer.
Mike og Susan er gået fra hinanden efter et biluheld, hvor en dame og hendes barn omkommer. Barnet er på samme alder som Mike og Susan, hvilket gør at 
Susan har det endnu værre efter ulykken.  
En ny mystisk nabo flytter ind, han vil ha' hævn på et par på vejen.
| #  | Total | Titel                                             |
| -- | ----- | ------------------------------------------------- |
| 1  | 88    | "You're Gonna Love Tomorrow"                      |
| 2  | 89    | "We're So Happy You're So Happy"                  |
| 3  | 90    | "Kids Ain't Like Everybody Else"                  |
| 4  | 91    | "Back In Buisness"                                |
| 5  | 92    | "Mirror Mirror"                                   |
| 6  | 93    | "There Always A Woman"                            |
| 7  | 94    | "What More Do I Need"                             |
| 8  | 95    | "City on Fire"                                    |
| 9  | 96    | "Me and My Town"                                  |
| 10 | 97    | "A Vision's Just a Vision"                        |
| 11 | 98    | "Home Is the Place"                               |
| 12 | 99    | "Connect! Connect!"                               |
| 13 | 100   | "The Best Thing That Ever Could Have Happened"    |
| 14 | 101   | "Mama Spent Money When She Had None"              |
| 15 | 102   | "In a World Where the Kings Are Employers"        |
| 16 | 103   | "Crime Doesn't Pay"                               |
| 17 | 104   | "The Story of Lucy and Jessie"                    |
| 18 | 105   | "A Spark. To Pierce the Dark"                     |
| 19 | 106   | "Look Into Their Eyes and You See What They Know" |
| 20 | 107   | "Rose's Turn"                                     |
| 21 | 108   | "Bargaining"                                      |
| 22 | 109   | "Marry Me a Little"                               |
| 23 | 110   | "Everybody Says Don't"                            |
| 24 | 111   | "If It's Only In Your Head"                       |

### Sæson 6
Sæson 6 er udkommet på DVD.
| #  | Total | Titel                                 |
| -- | ----- | ------------------------------------- |
| 1  | 112   | "Nice Is Different Than Good"         |
| 2  | 113   | "Being Alive"                         |
| 3  | 114   | "Never Jugde a Lady by Her Lover"     |
| 4  | 115   | "The God Why Don't You Love Me Blues" |
| 5  | 116   | "Everybody Ought to Have a Maid"      |
| 6  | 117   | "Don't Walk on the Grass"             |
| 7  | 118   | "Careful the Things You Say"          |
| 8  | 119   | "The Coffee Cup"                      |
| 9  | 120   | "Would I Think of Suicide?"           |
| 10 | 121   | "Boom Crunch"                         |
| 11 | 122   | "If..."                               |
| 12 | 123   | "You Gotta Get a Gimmick"             |
| 13 | 124   | "How About a Friendly Shrink?"        |
| 14 | 125   | "The Glamorous Life"                  |
| 15 | 126   | "Lovely"                              |
| 16 | 127   | "The Chase"                           |
| 17 | 128   | "Chromolume No. 7"                    |
| 18 | 129   | "My Two Young Men"                    |
| 19 | 130   | "We All Deserve to Die"               |
| 20 | 131   | "Epiphany"                            |
| 21 | 132   | "A Little Night Music"                |
| 22 | 133   | "The Ballad of Booth"                 |
| 23 | 134   | "I Guess This Is Goodbye"             |

### Sæson 7
Sæson 7 er udkommet på DVD.
| #  | Total | Titel                                       |
| -- | ----- | ------------------------------------------- |
| 1  | 135   | "Remember Paul?"                            |
| 2  | 136   | "You Must Meet My Wife"                     |
| 3  | 137   | "Truly Content"                             |
| 4  | 138   | "The Thing That Counts is What's Inside"    |
| 5  | 139   | "Let Me Entertain You"                      |
| 6  | 140   | "Excited and Scared"                        |
| 7  | 141   | "A Humiliating Business"                    |
| 8  | 142   | "Sorry Grateful"                            |
| 9  | 143   | "Pleasant Little Kingdom"                   |
| 10 | 144   | "Down the Block There's a Riot"             |
| 11 | 145   | "Assassins"                                 |
| 12 | 146   | "Where Do I Belong?"                        |
| 13 | 147   | "I'm Still Here"                            |
| 14 | 148   | "Flashback"                                 |
| 15 | 149   | "Farewell Letter"                           |
| 16 | 150   | "Searching"                                 |
| 17 | 151   | "Everything's Different, Nothing's Changed" |
| 18 | 152   | "Moments in the Woods"                      |
| 19 | 153   | "The Lies Ill-Concealed"                    |
| 20 | 154   | "I'll Swallow Poison on Sunday"             |
| 21 | 155   | "Then I Really Got Scared"                  |
| 22 | 156   | "And Lots of Security..."                   |
| 23 | 157   | "Come on Over for Dinner"                   |

### Sæson 8
| # | Total | Titel                               |
| - | ----- | ----------------------------------- |
| 1 | 158   | "Secrets That I Never Want to Know" |
| 2 | 159   | "Making the Connection"             |
| 3 | 160   | "Watch While I Revise the World"    |
| 4 | 161   | "School of Hard Knocks"             |
| 5 | 162   | "The Art of Making Art"             |
| 6 | 163   | "Witch's Lament"                    |

## Hovedpersonerne

### Brees Historie
Bree bliver præsenteret som den perfekte husmor. Alle beundrer og elsker Bree, udover hendes familie, som kender til hendes hemmeligheder og hendes dybt perfektionistiske side. Hun holder en pæn facade, men bag facaden har hun mange ting at kæmpe med. Bl.a. er hun hemmelig alkoholiker, og det bringer hende flere problemer. Hun kommer dog i rehab, og må også indse at hun ikke kan blive ved på den måde, så hun stopper med at drikke. 
Brees mand Rex vil skilles fra hende, da han mener, at hun ikke har nogen følelser. Da Rex dør efter at han er blevet dræbt af apotekeren George, som hun datede indtil at han begik selvmord mens Bree kiggede på, møder hun Orson som hun bliver gift med. Orson er i fængsel i en periode for mordforsøg på Mike. Da han kommer tilbage går ægteskabet dårligt. Bree vil skilles, men Orson truer med at kræve rettighederne over hendes firma og ruinere hende, hvis hun forlader ham. Hun bliver forelsket i Karl (Susan's eksmand og far til Julie) som hjælper hende til at få en skilsmisse fra Orson. Samme dag som det bliver officielt at de skal skilles, styrter et fly ned på vejen til deres julefest. Karl dør og Orson bliver lam i sine ben. Bree bliver plaget af dårlig samvittighed og tvinger derfor sig selv til at tage sig af Orson, som ellers er lidt af en udfordring.
Senere viser det sig, at Rex havde en anden søn, som forsøger at charme sig ind i Bree's firma. Da Bree finder ud af, at han er bad news vil hun fyre ham, men han afpresser hende til at opgive sit firma, da han ellers vil afsløre familiens mange hemmeligheder.

### Susans Historie
Susan er stadig overvældet over sin skilsmisse med Karl, men hendes datter Julie hjælper hende igennem det og tager moderrollen på sig. Susan bliver forelsket i den nye nabo Mike, men hun møder konkurrence fra naboen Edie Britt om ham. Susan vinder dog hurtigt Mikes hjerte, de bliver gift og Susan bliver gravid med deres fælles sønnen MJ (Maynard James). Senere ender de begge i en bilulykke, hvor de passagere som sidder i den anden bil, bliver slået ihjel, derefter bliver Susan og Mike skilt. I 5/6 sæson bliver de nu udsat for endnu en bilulykke, men det får dem til at få øjnene op for hinanden igen. Mike har i mellemtiden haft en forhold til Katherine Mayfair, som skaber et hav af problemer i form af falske beskyldninger mm. Da Mike har haft rod i økonomien bliver de nødt til at udleje huset mens de må flytte i en lejlighed i en nærliggende by. Mike tager til Alaska for at tjene hurtige penge for at sikre en hurtig tilbageflyt til Wisteria Lane. I mellemtiden har Mary Alice's enkemand taget bopæl i Susans hus med – sin nye kone.

### Gabrielles Historie
Gabrielle Solis (Gabby) er tidligere forsidemodel og hende med smykkerne og tøjet fra Paris. Hendes karriere blev startet, da hun som ung løb hjemmefra. Hendes stedfar misbrugte hende, og moren var på stedfarens side.
Hun opgav sin karrierer for at blive gift med Carlos Solis, hvorefter de flyttede til forstæderne. Men hun er ikke lykkelig med sin mand Carlos Solis. Hun elsker ham, men han er aldrig hjemme og sætter sit arbejde før hende, og da Gabrielles ensomhed fylder for meget får hun en affære med sin da 16-årige gartner John. Gabrielle møder dog senere borgmesterkandidaten Victor som hun bliver gift med. Victor dør da en tornado ødelægger Wisteria Lane, og Gabrielle bliver igen gift med Carlos der er gået hen og er blevet blind. Dog får Carlos og Gaby to døtre, Gaby må nu tage hele ansvaret for sin familie og se bort fra sine egne behov. Senere finder lægerne ved en tilfældighed en måde at give Carlos sit syn tilbage, Carlos bliver direktør for et stort firma.

### Lynettes historie
Lynette var engang en karrierekvinde med høje ambitioner, men så fik hun børn. Børn hun ikke kunne styre, og som fik hende til at tage piller. Heldigvis er Lynette god til at styre hjemmet og sin mand Tom. 
Lynette er vokset op med en søskendeflok på tre, hvor hun som den ældste sørgede for de to andre. Hendes mor var tidligere alkoholiker, som tog adskillige fyre hjem. Derfor har hun brug for den kontrol og tryghed, som Tom giver hende i hjemmet. 
Tom og Lynettes ægteskab hænger i en tynd tråd, da Lynette får kræft. Lynette overvinder kræften. 
Flere år senere bliver Lynette gravid igen, med tvillinger, men mister den ene da hun skubber Carlos og Gabrielles datter væk fra flyet som styrter ned på deres vej. Den anden baby – en lille pige – kommer til verden med hjælp fra den psykisk ustabile dreng, som på daværende tidspunkt holder Lynette som fange, da hun opdager at han har slået sin mor og adskillelige andre kvinder ihjel.

## Medvirkende (sæson 7)
- Teri Hatcher – Susan Delfino
- Felicity Huffman – Lynette Scavo
- Marcia Cross – Bree Van De Kamp
- Eva Longoria – Gabrielle Solis
- Vanessa Williams – Renee Perry
- Ricardo Antonio Chavira – Carlos Solis
- Doug Savant – Tom Scavo
- Mark Moses – Paul Young
- Kathryn Joosten – Karen McCluskey
- Kevin Rahm – Lee McDermott
- Tuc Watkins – Bob Hunter
- Brenda Strong – Mary Alice Young
- James Denton – Mike Delfino

### Øvrige medvirkende
- Charlie Carver – Porter Scavo
- Joshua Logan Moore – Parker Scavo
- Darcy Rose Byrnes – Penny Scavo
- Madison De La Garza – Juanita Solis
- Mason Vale Cotton – M.J. Delfino
- Max Carver – Preston Scavo

## Adressen Wisteria Lane
Wisteria Lane er navnet på en fiktiv gade i byen Fairview, i den fiktive stat Eagle (USA). Gadeskiltet Wisteria Lane kan ses udenfor Mary Alice hus. Gaden har gennemgået mange ændringer i løbet af de 7 sæsoner. 
Det begynder  hvor Edie Britts hus bliver sat i brand af Susan. Under hele første sæson er huset under rekonstruktion. Huset bliver endelig vist i den første episode af Sæson 2. 
Også i sæson 2, bliver det afsløret, at der ligger en lille park for enden af gaden. Parken bliver brugt til forretningsmøder, banketter og skovture.
I sæson 3 er der også mange ændringer i kvarteret; Susans hus ombygges i slutningen af sæson 2. Det blev ombygget med en udvidelse i køkkenet. Ændringer blev også fremsat på indkørslen i Lynette Scavos garage.
I Episode 9 i sæson 4, bliver Wisteria Lane bogstaveligt talt ødelagt af en tornado. De fleste huse bliver ødelagt af vinden. Interiøret på villaer, er stærkt beskadiget af tornadoen. Karen McCluskeys gamle hus kollapser. 
Den virkelige Wisteria Lane
Det sæt af husfacader (interiør er skudt i studie), er Colonial Street som ejes af  Universal Pictures , som kan besøges i  en forlystelsespark hos Universal Studios i Studio Attraction turen. Længe før Desperate Housewives, har det været brugt i flere film som The Adventures of Beaver (Mary Alice's House), Harvey (Gabrielle's hus), Commuters (Bree's hus, Martha, Betty, Susan, Mary -Alice og Mike), Deep Impact (Susan's hus) og Bedtime for Bonzo og The spice of life. Mange tv-serier har også brugt husene fra Desperate Housewives som Badge 714 (Martha Hubers hus), Monsters (Almas hus), The Hardy Boys (Susans hus), Providence (Bree's hus), American College og Lisa Code .